# جوزيف جويل هاموند
جوزيف جويل هاموند (بالإنجليزية: Joseph Joel Hammond)‏ هو طيار نيوزلندي، ولد في 1886، وتوفي في 22 سبتمبر 1918 في إنديانابوليس في الولايات المتحدة.